# Coeleumenes ruficrus
Coeleumenes ruficrus är en stekelart som beskrevs av Vecht 1963. Coeleumenes ruficrus ingår i släktet Coeleumenes och familjen Eumenidae. Inga underarter finns listade i Catalogue of Life.